# إعصار ريتا
إعصار ريتا هو إعصار قوي ضرب الأجزاء الجنوبية من أمريكا وخلف خسائر مادية كبيرة وبعض الخسائر في الأرواح وذلك في شهر سبتمبر/أيلول سنة 2005.
صنف الإعصار على أنه رابع أشد إعصار من أعاصير المحيط الأطلسي، كما أنه كان أشد إعصار استوائي سجل في منطقة خليج المكسيك.
استمر الإعصار للفترة ما بين 18 - 26 سبتمبر/أيلول، سنة 2005، التي شهدت عدد قياسياً من الاضطرابات المناخية من حيث الأعاصير في موسم 2005 لأعاصير المحيط الأطلسي (2005 Atlantic hurricane season).